# BWF World Tour 2022
Die BWF World Tour 2022 war die fünfte Saison der BWF World Tour im Badminton. Zum Abschluss der Saison wurde das BWF World Tour Finale ausgetragen.

## Resultate
| Veranstaltung               | Report            | Herreneinzel           | Dameneinzel           | Herrendoppel                          | Damendoppel                                 | Mixed                                          |
| World Tour Finals           | World Tour Finals | World Tour Finals      | World Tour Finals     | World Tour Finals                     | World Tour Finals                           | World Tour Finals                              |
| --------------------------- | ----------------- | ---------------------- | --------------------- | ------------------------------------- | ------------------------------------------- | ---------------------------------------------- |
| BWF World Tour Finals       | Report            | Viktor Axelsen         | Akane Yamaguchi       | Liu Yuchen Ou Xuanyi                  | Chen Qingchen Jia Yifan                     | Zheng Siwei Huang Yaqiong                      |
| Super 1000                  |                   |                        |                       |                                       |                                             |                                                |
| All England                 | Report            | Viktor Axelsen         | Akane Yamaguchi       | Muhammad Shohibul Fikri Bagas Maulana | Nami Matsuyama Chiharu Shida                | Yuta Watanabe Arisa Higashino                  |
| Indonesia Open              | Report            | Viktor Axelsen         | Tai Tzu-ying          | Liu Yuchen Ou Xuanyi                  | Nami Matsuyama Chiharu Shida                | Zheng Siwei Huang Yaqiong                      |
| China Open                  | -                 | abgesagt               | abgesagt              | abgesagt                              | abgesagt                                    | abgesagt                                       |
| Super 750                   |                   |                        |                       |                                       |                                             |                                                |
| Malaysia Open               | Report            | Viktor Axelsen         | Ratchanok Intanon     | Takuro Hoki Yugo Kobayashi            | Apriyani Rahayu Siti Fadia Silva Ramadhanti | Zheng Siwei Huang Yaqiong                      |
| Japan Open                  | Report            | Kenta Nishimoto        | Akane Yamaguchi       | Liang Weikeng Wang Chang              | Jeong Na-eun Kim Hye-jeong                  | Dechapol Puavaranukroh Sapsiree Taerattanachai |
| Denmark Open                | Report            | Shi Yuqi               | He Bingjiao           | Fajar Alfian Muhammad Rian Ardianto   | Chen Qingchen Jia Yifan                     | Zheng Siwei Huang Yaqiong                      |
| French Open                 | Report            | Viktor Axelsen         | He Bingjiao           | Satwiksairaj Rankireddy Chirag Shetty | Pearly Tan Thinaah Muralitharan             | Zheng Siwei Huang Yaqiong                      |
| Fuzhou China Open           | -                 | abgesagt               | abgesagt              | abgesagt                              | abgesagt                                    | abgesagt                                       |
| Super 500                   |                   |                        |                       |                                       |                                             |                                                |
| India Open                  | Report            | Lakshya Sen            | Busanan Ongbumrungpan | Satwiksairaj Rankireddy Chirag Shetty | Benyapa Aimsaard Nuntakarn Aimsaard         | Terry Hee Tan Wei Han                          |
| Korea Open                  | Report            | Weng Hongyang          | An Se-young           | Kang Min-hyuk Seo Seung-jae           | Jeong Na-eun Kim Hye-jeong                  | Tan Kian Meng Lai Pei Jing                     |
| Thailand Open               | Report            | Lee Zii Jia            | Tai Tzu-ying          | Takuro Hoki Yugo Kobayashi            | Nami Matsuyama Chiharu Shida                | Zheng Siwei Huang Yaqiong                      |
| Indonesian Masters          | Report            | Viktor Axelsen         | Chen Yufei            | Fajar Alfian Muhammad Rian Ardianto   | Chen Qingchen Jia Yifan                     | Zheng Siwei Huang Yaqiong                      |
| Malaysia Masters            | Report            | Chico Aura Dwi Wardoyo | An Se-young           | Fajar Alfian Muhammad Rian Ardianto   | Chen Qingchen Jia Yifan                     | Zheng Siwei Huang Yaqiong                      |
| Singapore Open              | Report            | Anthony Ginting        | P. V. Sindhu          | Leo Rolly Carnando Daniel Marthin     | Apriyani Rahayu Siti Fadia Silva Ramadhanti | Dechapol Puavaranukroh Sapsiree Taerattanachai |
| Hong Kong Open              | -                 | abgesagt               | abgesagt              | abgesagt                              | abgesagt                                    | abgesagt                                       |
| Super 300                   |                   |                        |                       |                                       |                                             |                                                |
| Syed Modi International     | Report            | Not awarded            | P. V. Sindhu          | Man Wei Chong Tee Kai Wun             | Anna Cheong Ching Yik Teoh Mei Xing         | Ishaan Bhatnagar Tanisha Crasto                |
| Spain Masters               | -                 | abgesagt               | abgesagt              | abgesagt                              | abgesagt                                    | abgesagt                                       |
| German Open                 | Report            | Kunlavut Vitidsarn     | He Bingjiao           | Goh Sze Fei Nur Izzuddin              | Chen Qingchen Jia Yifan                     | Dechapol Puavaranukroh Sapsiree Taerattanachai |
| Swiss Open                  | Report            | Jonatan Christie       | P. V. Sindhu          | Fajar Alfian Muhammad Rian Ardianto   | Gabriela Stoeva Stefani Stoeva              | Mark Lamsfuß Isabel Lohau                      |
| Korea Masters               | Report            | Jeon Hyeok-jin         | He Bingjiao           | Kim Gi-jung Kim Sa-rang               | Kim So-young Kong Hee-yong                  | Wang Yilu Huang Dongping                       |
| Chinese Taipei Open         | Report            | Chou Tien-chen         | Tai Tzu-ying          | Man Wei Chong Tee Kai Wun             | Ng Tsz Yau Tsang Hiu Yan                    | Lee Chun Hei Ng Tsz Yau                        |
| US Open                     | -                 | abgesagt               | abgesagt              | abgesagt                              | abgesagt                                    | abgesagt                                       |
| Macau Open                  | -                 | abgesagt               | abgesagt              | abgesagt                              | abgesagt                                    | abgesagt                                       |
| Hylo Open                   | Report            | Anthony Ginting        | Han Yue               | Lu Ching-yao Yang Po-han              | Benyapa Aimsaard Nuntakarn Aimsaard         | Rehan Naufal Kusharjanto Lisa Ayu Kusumawati   |
| Australian Open             | Report            |                        |                       |                                       |                                             |                                                |
| New Zealand Open            | -                 | abgesagt               | abgesagt              | abgesagt                              | abgesagt                                    | abgesagt                                       |
| Super 100                   |                   |                        |                       |                                       |                                             |                                                |
| Odisha Open                 | Report            | Kiran George           | Unnati Hooda          | Nur Mohd Azriyn Ayub Lim Khim Wah     | Gayathri Gopichand Treesa Jolly             | Sachin Dias Thilini Pramodika                  |
| Orléans Masters             | Report            | Toma Junior Popov      | Putri Kusuma Wardani  | Ruben Jille Ties van der Lecq         | Gabriela Stoeva Stefani Stoeva              | Terry Hee Tan Wei Han                          |
| Akita Masters               | -                 | abgesagt               | abgesagt              | abgesagt                              | abgesagt                                    | abgesagt                                       |
| Vietnam Open                | Report            | Kodai Naraoka          | Nguyễn Thùy Linh      | Ren Xiangyu Tan Qiang                 | Benyapa Aimsaard Nuntakarn Aimsaard         | Dejan Ferdinansyah Gloria Emanuelle Widjaja    |
| Canada Open                 | Report            | Alex Lanier            | Michelle Li           | Ayato Endo Yuta Takei                 | Rena Miyaura Ayako Sakuramoto               | Ye Hong-wei Lee Chia-hsin                      |
| Indonesia Masters Super 100 | Report            | Leong Jun Hao          | Gao Fangjie           | Rahmat Hidayat Pramudya Kusumawardana | Rui Hirokami Yuna Kato                      | Jiang Zhenbang Wei Yaxin                       |